# Giacomo De Cerce
Giacomo de Cerce (Milano, 3 gennaio 1960) è un judoka italiano.
Giacomo de Cerce ha cominciato la pratica del Judo nel 1971 presso la palestra di via Duprè a Milano diretta dal Maestro Beppe Vismara, adiacente all'istituto San Gaetano dove studiava, terminati gli studi frequentò la Palestra "Yoshin" di Milano, diretta dal Maestro Giuliani, dove praticò come atleta agonista per diversi anni a parecchie competizioni. 
Dal 1993 iniziano i diversi viaggi in Giappone dove pratica per diversi anni presso il Kōdōkan di Tokyo a seminari tecnici e agonistici specializzandosi sui Kata.
È stato in assoluto uno dei primi divulgatori in Lombardia come atleta di gare di Kata che cominciarono ad esserci nel 2002.
Nel 2006 entra a far parte della Nazionale Italiana di Kata partecipando a diverse competizioni internazionali.
È stato il primo judoka in Italia e in Europa, insieme al suo compagno di squadra Pierluca Padovan, a conquistare tre titoli Europei EJU in tre categorie diverse: Master/Open/Over nel Kime no Kata, oltre ad aver conquistato una medaglia di bronzo al 1º Campionato del Mondo IJF nel 2009 sempre nel Kime no Kata a Malta.
Il 7 dicembre 2010 al Teatro dal Verme di Milano gli viene conferita l'onorificenza dal Comune di Milano e dal sindaco Letizia Moratti della Medaglia d'oro di benemerenza civica “Ambrogino d'oro” come miglior atleta dell'anno.
Il 13 febbraio 2012 gli viene conferita dal presidente del CONI dott.Giovanni Petrucci la medaglia d'argento al valore atletico in riconoscimento ai risultati ottenuti.
Con 24 presenze in Nazionale chiude la sua carriere agonistica di gare di Kata nel 2015 per dedicarsi totalmente all'insegnamento.
Qualifica di Maestro di Judo c.n. 6º Dan FIJLKAM, Azzurro di Judo e Docente Federale Nazionale di Kata.
Membro del Kodokan Judo Institute di Tokyo dal 1999